# L'Inconnue de la Seine (roman)
Pour les articles homonymes, voir L'Inconnue de la Seine.
L'Inconnue de la Seine est le 17e roman de Guillaume Musso paru le 21 septembre 2021 aux éditions Calmann-Lévy. Le tirage de ce roman est de 400 000 exemplaires.

## Résumé
Roxane Montchrestien, une policière récemment mise au placard, mène une enquête sans autorisation sur une jeune femme qui aurait été retrouvée nue et amnésique dans la Seine à Paris. Les relevés ADN identifient la femme comme Milena Bergman, une célèbre pianiste décédée au cours d’un crash aérien un an plus tôt. Déterminée à résoudre ce mystère, Roxane va découvrir des secrets et des dérives liés à la mythologie qu’elle était loin d’imaginer.
L’histoire de l’Inconnue de la Seine est un fait divers connu qui a inspiré Guillaume Musso dans ce roman.

## Livre audio
Le roman a fait l'objet d'une édition sous forme de livre audio.
- Guillaume Musso, Paris, Audiolib, 10 novembre 2021  (ISBN 979-1035406301 et 979-1035406301). Narrateur : Rémi Bichet ; collection policier/thriller ; support : 1 CD MP3 et 1 format numérique ; durée : 9h03